# دغناش أبيض الخدين
دغناش أبيض الخدين (الاسم العلمي: Pyrrhula leucogenis)، هو نوع من الطيور المغردة يتبع جنس الدغانيش من فصيلة الشرشوريات ضمن رتبة العصفوريات. يتواجد في الفلبين ويستوطن الغابات الجبلية.